# Sarandí del Yí
Sarandí del Yí – miasto w departamencie Durazno w centrum Urugwaju. Znajduje się na północnym brzegu rzeki Yí i na przecięciu dróg krajowych: Ruta 6 z Ruta 14, około 95 kilometrów (59 mil) na wschód od Durazno, stolicy departamentu. Sarandí del Yí prawa miejskie otrzymało 23 sierpnia 1956 roku.

## Ludność
W 2004 w Sarandí del Yí mieszkało 7 289 osób.
| Rok  | Populacja |
| ---- | --------- |
| 1963 | 5 614     |
| 1975 | 6 355     |
| 1985 | 5 910     |
| 1996 | 6 662     |
| 2004 | 7 289     |

Źródło: Instituto Nacional de Estadística de Uruguay.